# J. League Division 2 2008
La J. League Division 2 2008 fue la décima temporada de la J. League Division 2. Contó con la participación de quince equipos. El torneo comenzó el 8 de marzo y terminó el 6 de diciembre de 2008.
Los nuevos participantes fueron, por un lado, los equipos descendidos de la J. League Division 1: Sanfrecce Hiroshima, Ventforet Kofu y Yokohama F.C., quienes habían ascendido en 2003, 2005 y 2006 respectivamente. Por otro lado, los que ascendieron de la Japan Football League: el subcampeón Roasso Kumamoto y el tercero F.C. Gifu; ambos cuadros debutaron en el torneo.
El campeón fue Sanfrecce Hiroshima, por lo que ascendió a Primera División. Por otra parte, salió subcampeón Montedio Yamagata, quien también ganó su derecho a disputar la J. League Division 1.

## Ascensos y descensos
| Descendidos de la J. League Division 2 2007 |
| ------------------------------------------- |
| No hubo                                     |

| Torneo | Ascendidos a la J. League Division 2 2008 |
| ------ | ----------------------------------------- |
| JFL    | Roasso Kumamoto                           |
| JFL    | F.C. Gifu                                 |

| Pos | Ascendidos a la J. League Division 1 2008 |
| --- | ----------------------------------------- |
| 1.º | Consadole Sapporo                         |
| 2.º | Tokyo Verdy 1969                          |
| 3.º | Kyoto Sanga                               |

| Pos  | Descendidos de la J. League Division 1 2007 |
| ---- | ------------------------------------------- |
| 16.º | Sanfrecce Hiroshima                         |
| 17.º | Ventforet Kofu                              |
| 18.º | Yokohama F.C.                               |

- De esta manera, el número de participantes aumentó a 15.

## Reglamento de juego
El torneo se disputó en un formato de todos contra todos, aunque por primera vez desde la creación de la Segunda División, cada equipo debió jugar sólo tres partidos contra sus otros catorce contrincantes (al menos una vez de local) debido al aumento del número de participantes a 15 clubes. En total, cada cuadro tuvo que disputar 42 encuentros y quedar libre en tres fechas. Una victoria se puntuaba con tres unidades, mientras que el empate valía un punto y la derrota, ninguno.
Para desempatar se utilizaron los siguientes criterios:
1. Puntos
2. Diferencia de goles
3. Goles anotados
4. Resultados entre los equipos en cuestión
5. Desempate o sorteo

Los dos equipos con más puntos al final del campeonato ascenderían a la J. League Division 1 2009. El tercero jugaría una promoción con el 16º de la tabla de posiciones de la J. League Division 1 2008 en serie de dos partidos, a ida y vuelta. En caso de empate en el marcador global, se jugaría una prórroga sin gol de oro; si aún persistía la igualdad, se ejecutaría una tanda de penales.

## Tabla de posiciones
| Pos. | Equipo                  | Pts. | PJ | G  | E  | P  | GF | GC | Dif. | Ascenso                               |
| ---- | ----------------------- | ---- | -- | -- | -- | -- | -- | -- | ---- | ------------------------------------- |
| 1    | Sanfrecce Hiroshima (C) | 100  | 42 | 31 | 7  | 4  | 99 | 35 | +64  | Ascendido a J. League Division 1 2009 |
| 2    | Montedio Yamagata       | 78   | 42 | 23 | 9  | 10 | 66 | 40 | +26  | Ascendido a J. League Division 1 2009 |
| 3    | Vegalta Sendai          | 70   | 42 | 18 | 16 | 8  | 62 | 47 | +15  | Promoción J1/J2                       |
| 4    | Cerezo Osaka            | 69   | 42 | 21 | 6  | 15 | 81 | 60 | +21  |                                       |
| 5    | Shonan Bellmare         | 65   | 42 | 19 | 8  | 15 | 68 | 48 | +20  |                                       |
| 6    | Sagan Tosu              | 64   | 42 | 19 | 7  | 16 | 50 | 51 | −1   |                                       |
| 7    | Ventforet Kofu          | 59   | 42 | 15 | 14 | 13 | 56 | 47 | +9   |                                       |
| 8    | Avispa Fukuoka          | 58   | 42 | 15 | 13 | 14 | 55 | 66 | −11  |                                       |
| 9    | Thespa Kusatsu          | 53   | 42 | 13 | 14 | 15 | 45 | 52 | −7   |                                       |
| 10   | Yokohama F.C.           | 50   | 42 | 11 | 17 | 14 | 51 | 56 | −5   |                                       |
| 11   | Mito HollyHock          | 47   | 42 | 13 | 8  | 21 | 52 | 70 | −18  |                                       |
| 12   | Roasso Kumamoto         | 43   | 42 | 10 | 13 | 19 | 46 | 72 | −26  |                                       |
| 13   | F.C. Gifu               | 42   | 42 | 10 | 12 | 20 | 41 | 69 | −28  |                                       |
| 14   | Ehime F.C.              | 37   | 42 | 9  | 10 | 23 | 39 | 66 | −27  |                                       |
| 15   | Tokushima Vortis        | 29   | 42 | 7  | 8  | 27 | 40 | 72 | −32  |                                       |

 Fuente: J. League Data Site: 2008 J.LEAGUE Division 2 League table
Criterios de clasificación: 1) puntos; 2) diferencia de goles; 3) número de goles marcados; 4) resultados entre los equipos en cuestión.

## Promoción J1/J2
| 10 de diciembre de 2008, 19:04 (UTC+9) | Vegalta Sendai | 1:1 (1:0) | Júbilo Iwata | Estadio Yurtec, Sendai                                  |                                                         |
|                                        | Nádson 41'     | Reporte   | Matsuura 53' | Asistencia: 18.974 espectadores Árbitro(s): Kenji Ōgiya | Asistencia: 18.974 espectadores Árbitro(s): Kenji Ōgiya |

| 13 de diciembre de 2008, 16:04 (UTC+9) | Júbilo Iwata      | 2:1 (1:0) | Vegalta Sendai | Estadio Yamaha, Iwata                                       |                                                             |
|                                        | Matsuura 41', 70' | Reporte   | Y.G. Ryang 89' | Asistencia: 16.693 espectadores Árbitro(s): Masayoshi Okada | Asistencia: 16.693 espectadores Árbitro(s): Masayoshi Okada |

Júbilo Iwata ganó por 3 a 2 en el marcador global y se mantuvo en la Primera División para la temporada 2009, al mismo tiempo que Vegalta Sendai permaneció en la J. League Division 2.

## Campeón
|                                         |
|                                         |
| Campeón Sanfrecce Hiroshima 1.er título |